# مارک آدلر
مارک آدلر (به انگلیسی: Mark Adler) (زاده ۳ آوریل ۱۹۵۹، میامی، فلوریدا) یک مهندس نرم‌افزار آمریکایی است که بیشتر بخاطر فعالیت وی در حوزه فشرده‌سازی اطلاعات شهرت دارد. وی در حوزه اکتشافات فضایی نیز فعالیت دارد. او به عنوان نویسنده تابع کنترلی آدلر-۳۲ و یکی از نویسندگان مشترک کتابخانه فشرده‌سازی زلیب و جی‌زیپ به همراه ژان-لوپ گیلی شناخته می‌شود. او در اینفو-زیپ مشارکت داشته و در توسعه فرمت تصویر گرافیک قابل حمل در شبکه نیز مشارکت داشته است. آدلر همچنین مدیر ماموریت اسپیریت برای ماموریت مریخ‌نورد اکتشافی مریخ بود.